# إدموند أركو مينساه
إدموند أركو مينساه (بالإنجليزية: Edmund Arko-Mensah)‏ هو لاعب كرة قدم غاني، من مواليد 9 سبتمبر 2001، يلعب لنادي هونكا.

## روابط خارجية
إدموند أركو مينساه على موقع قاعدة بيانات كرة القدم.إي يو (الإنجليزية)
- إدموند أركو مينساه على موقع Soccerway.com (الإنجليزية)
- إدموند أركو مينساه على موقع عالم كرة القدم.نت (الإنجليزية)